# The Beloved Traitor
The Beloved Traitor er en amerikansk stumfilm fra 1918 af William Worthington.

## Medvirkende
- Mae Marsh som Mary Garland
- E.K. Lincoln som Judd Minot
- Hedda Hopper som Myrna Bliss
- George Fawcett som Henry Bliss
- Bradley Barker som Paul Drayton